# Osvald Falch
Osvald Anathon Thygesen Falch (Steinkjer, 1884. július 21. – Steinkjer, 1977. február 13.) olimpiai bajnok norvég tornász.
Az 1906. évi nyári olimpiai játékokon indult tornában és összetett csapatversenyben aranyérmes lett.
Klubcsapata az Steinkjer Turnforening volt.
Dédapja az olimpikon kenus Mira Verås Larsennek.